# Союз 11
Союз 11 е съветски пилотиран космически кораб, който извежда в Космоса първия екипаж на първата в света орбитална станция – Салют-1. Мисията завършва трагично, след като при подготовката за завръщане в земната атмосфера, капсулата се разхерметизира и тричленният екипаж загива. Това е първият и единствен случай на смърт в космоса.

## Екипаж

### Дублиращ
- Георгий Доброволски (1) – командир
- Владислав Волков (2) – бординженер
- Виктор Пацаев (1) – космонавт-изследовател

### Резервен
- Алексей Губарев – командир
- Виталий Севастянов – бординженер
- Анатолий Воронов – космонавт-изследовател

### Основен
- Алексей Леонов – командир
- Валерий Кубасов – бординженер
- Пьотър Колодин – космонавт-изследовател

Екипажът на Георгий Доброволски се подготвя като дублиращ на екипажа на Алексей Леонов. Три дни преди старта медицинската комисия отстранява Валерий Кубасов поради открито тъмно петно в белия дроб. Вместо замяна на бордовия инженер, е взето решение да лети дублиращия екипаж 

## Параметри на мисията
- Маса: 6790 кг
- Перигей: 211,7 km
- Апогей: 249,6 km
- Наклон на орбитата: 51,6°
- Период: 88,82 мин

## Програма
Програмата на полета включва скачване с орбиталната станция „Салют-1“ и работа на нея. Същия ден 6 юни в 12 ч. и 30 мин. бълг. време екипажът коригира орбитата на „Союз-11“ чрез системите за ръчно управление. Новата е с параметри: апогей 217 км, перигей 185 км и период за една обиколка 88,3 минути.
На 7 юни 1971 г. „Союз-11“ се скачва със „Салют-1“. Автоматично корабът е приближен до станцията на 100 м. По-нататъшното сближаване и скачване извършват самите космонавти с ръчните системи за управление и ориентиране на кораба. Скачват „Союз“ със „Салют“ и след това извършват плътно механично съединяване на кораба със станцията и свързват електрическата и водна инсталация на двата апарата. Тяхното общо тегло е 25 тона.
Същия ден (7 юни) в 9 ч. и 45 мин. космонавтите отварят херметичния люк и през прохода преминават в космическата станция. Най-напред извършват проверка на херметичността на „Салют“, бордовите уреди и апарати. Командирът Доброволски докладва, че апаратурата работи нормално. Атмосферното налягане в помещенията е в определените граници (около 900 mm Hg), а температурата в тях – около 17 °C.
Програмата на станцията включва:
1. проверка на конструкцията, бордовите системи и апарати на станцията;
2. изпробване на методи и средства за ориентация и навигация на станцията, на системите за маневриране на станцията в орбита;
3. изследване на обекти по земната повърхност, климатични явления и др.;
4. изследване спектрите на небесни тела и изследване на електромагнитното излъчване от земната повърхност в различни диапазони;
5. медикобиологични изследвания за изучаване влиянието на космическия полет върху организма на човека.

Космонавтите наблюдават земната повърхност. Пацаев изследва спектъра на някои звезди с астрофизическия уред „Орион“. На петия ден изършват контролни медикобиологични изследвания за влиянието на безтегловността върху организмите им. На 10 юни правят измерване на плъттността на костите си и съдържанието на калций в тях. Предишният ден Доброволски показва на телевизионните зрители специален натоварващ костюм за поддържане на мускулите в нормално състояние. По време на целия космически полет със „Салют“ здравословното състояние на тримата космонавти е добро.
На 29 юни 1971 г. те пренасят материалите от изследванията и своите дневници в кораба „Союз-11“. Отделят го от станцията и продължават с него полета по орбита. В полунощ на 30 юни е включена спирачната двигателната система на „Союз“. Тя работи определеното време и е изключена. От този момент връзката с тримата е прекратена.

## Приземяване
„Союз-11“ се приземява плавно в определения район – степта на Караганда. Групата за издирване пристига с вертолет, отваря люка на кораба и открива, че космонавтите са мъртви. Установява се, че 30 минути преди приземяването е настъпила внезапна разхерметизация на космическия кораб, въздухът е изтекъл и космонавтите са загинали от взривна декомпресия.
Дотогава космонавтите не използват при приземяването херметичните си скафандри, които са могли да ги спасят.